# 파가니니 주제에 의한 변주곡

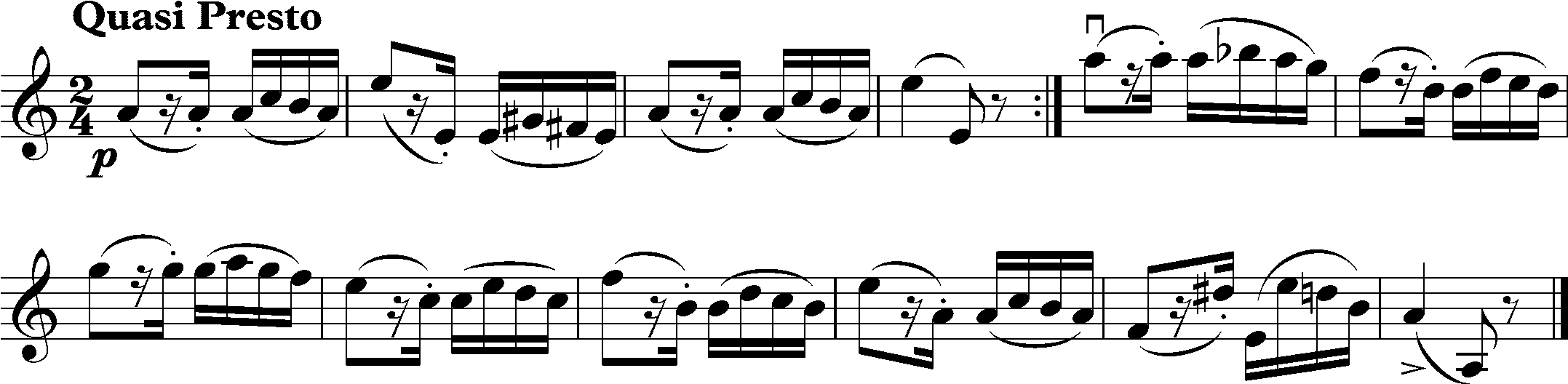
파가니니의 테마</img>

《파가니니 주제에 의한 변주곡 작품번호 35》은 니콜로 파가니니의 《24개의 카프리스 작품번호 1》중 마지막인 카프리스 24번 가단조를 바탕으로 요하네스 브람스가 작곡한 피아노 작품이다.
브람스는 이 작품을 단순히 주제와 변형의 집합 이상으로 의도했다. 각 변이는 또한 연습곡의 특성을 가지고 있다. 그는 그것을 피아노 연습곡: 파가니니 주제에 대한 변주곡으로 출판했다. 이 작품은 피아노의 거장 카를 타우지히(Carl Tausig)에게 헌정되었다.

이 작품은 정서적 깊이와 기술적 도전으로 잘 알려져 있다. 데이비드 듀발(David Dubal)은 이 작품을 피아노 문헌 중 가장 미묘하게 어려운 작품 중 하나라고 설명한다. 클라라 슈만 은 그 어려움 때문에 Hexenvariationen (마녀의 변주곡)이라고 불렀다. Dubal은 비평가 James Huneker를 인용합니다.
"브람스와 파가니니! 하네스를 입은 커플이 그렇게 이상한 적이 있었는가? 칼리반과 아리엘, 조브와 퍽 . 과묵한 독일인, 활기찬 이탈리아인! 그러나 가정적인 튜턴식 주전자에서 양조하더라도 환상이 이긴다. . . 피아노 기교적 문헌의 마지막 단어인 이러한 사악한 변주 역시 엄청난 영적 문제이다. 그것을 연주하려면 강철의 손가락, 불타는 용암의 심장, 그리고 사자의 용기가 필요하다. ”
작품은 두 권의 책으로 구성되어 있으며, 각 책은 파가니니의 카프리스 24번 A단조라는 주제로 시작되며 14개의 변주곡이 이어진다.

## 서지
- Dubal, David (2004). 《The Art of the Piano: Its Performers, Literature, and Recordings》 3판. Amadeus Press.
- Swafford, Jan (1999). 《Johannes Brahms: A Biography》. New York: Vintage Books, Random House. ISBN 978-0679745822.